# Direcció general de Pressupostos
La Direcció general de Pressupostos és un òrgan de gestió del Ministeri d'Hisenda i Funció Pública depenent de la Secretaria d'Estat de Pressupostos i Despeses encarregada de la formulació dels objectius i criteris de política pressupostària, la programació plurianual dels programes de despeses i ingressos del sector públic estatal, l'elaboració anual dels Pressupostos Generals de l'Estat i el seguiment i avaluació de la seva execució, d'acord amb les directrius de política econòmica establertes pel Govern.
El Director General de Pressupostos és, des del 13 de gener de 2012, Jaime Iglesias Quintana.

## Funcions
Les seves funcions es regulen en l'Article 9 del Reial decret 769/2017, de 28 de juliol, i les seves funcions són:
- La instrumentació i seguiment dels objectius de política pressupostària i l'elaboració dels criteris per a la seva consecució.
- La definició de les directrius que hagin de seguir-se en compliment de les obligacions derivades de la normativa europea en matèria de fiscalitat.
- L'elaboració de la normativa i de les instruccions que han d'orientar la formulació anual dels Pressupostos Generals de l'Estat i la coordinació del procés d'elaboració dels mateixos. En particular:
- La formulació de la proposta dels objectius d'estabilitat pressupostària i el límit de despesa no financera de l'Estat.
- L'elaboració dels estudis que informen les decisions de la Comissió de Polítiques de Despesa.
- La determinació dels límits quantitatius i directrius que han de respectar les propostes de despesa dels centres gestors, d'acord amb les decisions de la Comissió de Polítiques de Despesa i el límit de despesa no financera aprovat.
- La preparació dels estats de despeses i ingressos de l'avantprojecte de Pressupostos Generals de l'Estat a partir de les previsions dels ingressos i de les dotacions proposades pels centres gestors.
- La coordinació i elaboració de la documentació que ha d'acompanyar al projecte de llei de Pressupostos Generals de l'Estat.
- L'anàlisi de la distribució territorial dels projectes d'inversió que s'hagin d'incloure o finançar als Pressupostos Generals de l'Estat, per facilitar l'anàlisi de coherència del conjunt de la inversió pública.
- Prestar el suport precís durant el procés de debat parlamentari del projecte de llei de Pressupostos Generals de l'Estat i instrumentar les esmenes als estats de despeses i ingressos aprovades per les Corts Generals.
- L'informe de les disposicions legals i reglamentàries, en la seva fase d'elaboració i aprovació, dels actes administratius, dels contractes i dels convenis de col·laboració, així com de qualsevol altra actuació que afecti a les despeses o ingressos públics presents o futurs, d'acord amb el compliment de les exigències dels principis d'estabilitat pressupostària i sostenibilitat financera, quan així ho estableixi la legislació aplicable o sigui sol·licitat pels òrgans dels quals depengui.
- L'elaboració dels estudis i propostes específiques per al control de l'estabilitat pressupostària dins de les directrius fixades pel Govern.
- L'anàlisi de la incidència econòmica i pressupostària de l'actuació del sector públic estatal. Especialment:
- La realització d'estimacions a mitjà termini dels ingressos de l'Estat i altres agents del sector públic estatal, sense perjudici de la competència d'altres òrgans.
- L'anàlisi de l'impacte econòmic dels programes i polítiques de despesa pública, l'anàlisi de sensibilitat de situacions alternatives i la seva coherència amb les projeccions econòmiques a mitjà termini i la consideració dels seus aspectes sectorials, territorials i del seu finançament.
- L'anàlisi i previsió de la incidència de la conjuntura econòmica en els ingressos i despeses públiques.
- L'anàlisi de la distribució regional dels fluxos de despeses i ingressos públics dels Pressupostos Generals de l'Estat.
- L'anàlisi dels objectius i actuacions dels subsectors empresarial i fundacional del sector públic estatal i de la seva coherència amb les polítiques de despesa.
- L'anàlisi i seguiment de l'activitat ecoòomicofinancera i pressupostària dels subsectors empresarial i fundacional del sector públic estatal, així com l'elaboració i liquidació dels contractes-programa a què es refereix la Llei General Pressupostària.
- L'anàlisi i seguiment dels objectius fixats als centres gestors al pressupost, així com el de l'aplicació de les dotacions que els hagin estat atribuïdes, amb vista a una eficaç assignació pressupostària.
- L'anàlisi de la procedència i oportunitat de les modificacions pressupostàries propostes pels centres gestors així com, si escau, de compromisos de despesa plurianuals; l'informe de les seves conseqüències, del seu finançament i el curs i tramitació que procedeixi per a aquestes.
- La valoració i l'anàlisi de l'impacte en els Pressupostos Generals de l'Estat dels sistemes de Finançament de les Administracions Territorials.
- L'anàlisi de l'evolució i execució dels ingressos i despeses reflectides en els Pressupostos Generals de l'Estat.
- L'impuls i proposta d'iniciatives tendents a millorar les tècniques pressupostàries que permetin una major racionalització dels programes pressupostaris.
- Fomentar les relacions amb les administracions territorials, organismes internacionals i qualsevol altra institució pública o privada per a l'intercanvi d'informació i experiències sobre la institució pressupostària.
- La promoció de la transparència de la informació pressupostària vetllant especialment per l'accessibilitat dels ciutadans a aquesta informació.
- La formació específica dels empleats públics en matèria pressupostària.

## Estructura
De la Direcció general depenen els següents òrgans directius:
- Subdirecció General de Pressupostos.
- Subdirecció General de Política Pressupostària.
- Subdirecció General de Programes Pressupostaris d'Activitats Generals.
- Subdirecció General de Programes Pressupostaris d'Activitats Econòmiques.
- Subdirecció General de Programes Pressupostaris de Sistemes de Seguretat i Protecció Social.
- Subdirecció General de Programes Pressupostaris d'Educació, Cultura i altres Polítiques Públiques.
- Subdirecció General de Programació Financera del Sector Públic Empresarial.
- Subdirecció General d'Anàlisi i Programació Econòmica.
- Subdirecció General d'Organització, Planificació i Gestió de Recursos.

## Directors generals de pressupostos
- Jaime Iglesias Quintana (2012-)
- Fernando Rojas Urtasun (2008-2012)
- José Antonio Godé Sánchez (2006-2008)
- Luis Espadas Moncalvillo (2004-2006)
- Jaime Sánchez Revenga (2000-2004)
- Elvira Rodríguez Herrer (1996-2000)
- Juan José Puerta Pascual (1994-1996)
- Federico Montero Hita (1987-1994)
- Rafael de la Cruz Corcoll (1984-1986)
- Ceferino Argüello Reguera (1982-1984)
- Ángel Marrón Gómez (1977-1982)